# Léo Lacroix
Léo Jean Fernand Lacroix (Bois-d'Amont, 26 novembre 1937) è un ex sciatore alpino francese.

## Biografia

### Stagioni 1957-1966
Membro di spicco della nazionale francese che dominò lo sci alpino tra gli anni 1960 e i primi anni 1970, Léo Lacroix, sciatore polivalente cugino di Désiré (a sua volta sciatore alpino), debuttò in campo internazionale in occasione del Grand Prix du Printemps 1957 (Méribel/Courchevel, 28-31 marzo), dove si classificò 37º nello slalom gigante e 18º nello slalom speciale; nel 1960 vinse la discesa libera del Criterium de la première neige (Val-d'Isère, 17 dicembre). Esordì ai Campionati mondiali a Chamonix 1962, dove si piazzò 11º nella discesa libera e 7º nello slalom gigante; nel 1963 vinse lo slalom gigante dell'Internationalen Adelbodner Skitage disputato ad Adelboden il 7 gennaio e il Gornergrat Derby di Zermatt (17 marzo).
Ai IX Giochi olimpici invernali di Innsbruck 1964, suo esordio olimpico, conquistò la medaglia d'argento nella discesa libera, valida anche ai fini dei Mondiali 1964, mentre nello slalom gigante fu 11º; nel prosieguo della stagione si aggiudicò la combinata del trofeo Tre Funivie (Sestriere, 22-23 febbraio) e lo slalom gigante del Bud Werner Memorial (Sugar Bowl, 24 aprile). Nel 1965 vinse nuovamente lo slalom gigante di Adelboden (4 gennaio), quello della Kleinwalsertal (6 febbraio) e la discesa libera degli US Open a Crystal Mountain (1º aprile); l'anno dopo s'impose nella discesa libera del trophée Les Trois Vallées (Courchevel, 6 marzo) e in chiusura di stagione ai Mondiali di Portillo 1966 vinse la medaglia d'argento nella discesa libera e nella combinata e si classificò 9º nello slalom gigante e 18º nello slalom speciale.

### Stagioni 1967-1968
Dopo aver vinto la discesa libera del Criterium de la première neige 1966 (Val-d'Isère, 14-18 dicembre), Lacroix nel 1967 partecipò alla prima edizione della Coppa del Mondo: nella gara inaugurale, lo slalom speciale di Berchtesgaden del 5 gennaio, non completò la prova; il giorno dopo ottenne il primo podio, nella medesima località in slalom gigante (2º alle spalle del compagno di squadra Georges Mauduit). Nel prosieguo della stagione conquistò gli altri suoi due podi nel circuito, il 14 gennaio a Wengen in discesa libera (2º dietro a Jean-Claude Killy) e il 5 febbraio a Madonna di Campiglio in slalom speciale (3º dietro ai connazionali Guy Périllat e Louis Jauffret), e il suo ultimo piazzamento a punti, il 26 marzo a Jackson Hole in slalom speciale (4º).
Nella stagione successiva non ottenne risultati di rilievo in Coppa del Mondo ma partecipò ai X Giochi olimpici invernali di Grenoble 1968, sua ultima presenza olimpica: dopo aver pronunciato il giuramento olimpico degli atleti durante la cerimonia di apertura, disputò la discesa libera classificandosi 20º. Si congedò dalle competizioni in occasione della discesa libera di Coppa del Mondo disputata il 24 febbraio dello stesso anno a Chamonix, chiusa da Lacroix al 27º posto.

## Palmarès

### Olimpiadi
- 1 medaglia, valida anche ai fini dei Mondiali
  - 1 argento (discesa libera a Innsbruck 1964)

### Mondiali
- 2 medaglie, oltre a quella conquistata in sede olimpica:
  - 2 argenti (discesa libera, combinata a Portillo 1966)

### Classiche
Bud Werner Memorial
- 1 vittoria (slalom gigante a Sugar Bowl 1964)

Criterium de la première neige
- 2 vittorie (discesa libera a Val-d'Isère 1960; discesa libera a Val-d'Isère 1966)

Internationalen Adelbodner Skitage
- 2 vittorie (slalom gigante ad Adelboden 1963; slalom gigante ad Adelboden 1965)

### Coppa del Mondo
- Miglior piazzamento in classifica generale: 4º nel 1967
- 3 podi (1 in discesa libera, 1 in slalom gigante, 1 in slalom speciale):
  - 2 secondi posti
  - 1 terzo posto

### Campionati francesi
- 3 ori (slalom speciale nel 1960; discesa libera, slalom speciale nel 1963)[1]